# Gianfranco Dell'Alba
Gianfranco Dell'Alba (Livorno, 24 maggio 1955) è un politico e funzionario italiano.
È stato un parlamentare europeo per due legislature, dal luglio 1994 al luglio 2004. Dal 2009 al 2017 ha ricoperto l’incarico di Direttore della delegazione di Confindustria presso l'Unione europea.

## Biografia
Laureato in Scienze Politiche presso l'Università La Sapienza di Roma, è stato funzionario del Parlamento europeo e del Programma delle Nazioni Unite per lo sviluppo a Ginevra. 
È stato eletto deputato europeo alle elezioni del 1994 per la Lista Marco Pannella, poi riconfermato nel 1999 per la Lista Emma Bonino. È stato vicepresidente della delegazione per le relazioni con l'Ucraina, la Bielorussia e la Moldavia e della delegazione per le relazioni con la Slovenia; dal 1999 al 2001 è stato co-presidente del Gruppo tecnico dei deputati indipendenti - Gruppo misto.
È candidato alla Camera, nel collegio uninominale di Collesalvetti, per le elezioni politiche del 2001, senza essere eletto; mentre in occasione delle elezioni politiche del 9-10 aprile 2006 è stato candidato al Senato della Repubblica nelle liste della Rosa nel Pugno ma non viene eletto. Dal maggio dello stesso anno, fino al maggio del 2008, è stato capo di gabinetto del Ministro per le Politiche europee Emma Bonino.
È stato componente della direzione del Partito Radicale Transnazionale dal 1987 al 2005 e segretario dell'Organizzazione non governativa Non c'è pace senza giustizia dal 1998 al 2009 (di cui è stato poi presidente del Consiglio Direttivo da maggio 2018 a maggio 2023).   
Da marzo 2009 a settembre 2017 è stato direttore della delegazione di Confindustria presso l'Unione europea a Bruxelles. Attualmente svolge attività di consulenza.